# Торні
Торні (фр. Torny) — громада  в Швейцарії в кантоні Фрібур, округ Глан.

## Географія
Громада розташована на відстані близько 45 км на південний захід від Берна, 15 км на захід від Фрібура.
Торні має площу 10,2 км², з яких на 5,9% дозволяється будівництво (житлове та будівництво доріг), 68,9% використовуються в сільськогосподарських цілях, 25,1% зайнято лісами, 0,1% не є продуктивними (річки, льодовики або гори).

## Демографія
2019 року в громаді мешкало 973 особи (+20,6% порівняно з 2010 роком), іноземців було 12,8%. Густота населення становила 96 осіб/км².
За віковим діапазоном населення розподілялося таким чином: 26,4% — особи молодші 20 років, 59,2% — особи у віці 20—64 років, 14,4% — особи у віці 65 років та старші. Було 367 помешкань (у середньому 2,6 особи в помешканні).
Із загальної кількості 150 працюючих 66 було зайнятих в первинному секторі, 22 — в обробній промисловості, 62 — в галузі послуг.